# Ratarda melanoxantha
Ratarda melanoxantha is een vlinder uit de familie van de Ratardidae. De wetenschappelijke naam van de soort is voor het eerst geldig gepubliceerd in 1925 door Hering.